# Вторые Пожилинские Выселки
Вторые Пожилинские Выселки — деревня в муниципальном образовании город Ефремов Тульской области.

## География
Находится в юго-восточной части Тульской области на расстоянии приблизительно 8 км на запад по прямой от города Ефремов, административного центра округа, на правом берегу реки Красивая Меча.

## История
В 1926 году здесь было учтено 113 дворов, в конце 1930-х годов — 37.

## Население
Постоянное население составляло 524 человека (1926 год), 20 (русские 100 %) в 2002 году, 19 в 2010.